# النباش بن زرارة التميمي
أبو هالة النباش بن زرارة بن وقدان الأسيدي التميمي (80 ق هـ - 35 ق هـ / 543م - 588م) أحد رجالات مكة وأشرافها وأغنياها في الجاهلية، أصاب دما في قومه بنو أسيد بن عمرو من بني تميم وترك بلاد قومه وقصد مكة وحالف فيها بني عبد الدار من قريش وقيل بل حالف بني نوفل بن عبد مناف، وتزوج من خديجة بنت خويلد  قبل زواجها من الرسول محمد ﷺ، وولدت له أبنائه الخمسة الحارث وهند والزبير والطاهر وهالة ثم هلك عنها وذلك في الجاهلية. وكان النباش شريفاً في مكة وله ولأولاده دور حول الكعبة ويُضرب بهم المثل في الجاهلية فيقال: «والله لأنت أعز من آل النباش بن زرارة».

## نسبه وأسرته
- هو أبو هالة النباش بن زرارة بن وقدان بن حبيب بن سلامة بن غوي بن جروة بن أُسَيد بن عمرو بن تميم بن مر الأُسَيدي العمروي التميمي.[5]
- زوجته هي خديجة بنت خويلد بن أسد بن عبد العزى بن قصي بن كلاب بن مرة بن كعب بن لؤي بن غالب بن فهر بن مالك بن قريش بن كنانة القرشية الكنانية.[6]

أولاده هم :
- هند بن أبي هالة صحابي شهد غزوة بدر وقيل بل شهد غزوة أحد وقُتَل مع علي بن أبي طالب في معركة الجمل.[7][8]
- الحارث بن أبي هالة صحابي وأول شهيد في الإسلام من الرجال قبل الهجرة قال البلاذري: «الحارث بن أبي هالة التميمي أول من قُتل فِي اللَّه فِي الْإِسْلَام تحت الركن اليماني».[9][10]
- الطاهر بن أبي هالة صحابي ولاه الرسول ﷺ على بعض اليمن.[11] وذكر ابن حجر العسقلاني أن الخليفة أبو بكر الصديق وجهه لقتال الأزد في تهامة في حروب الردة فقاتلهم وتغلب عليهم.[12]
- هالة بن أبي هالة والواضح انه أكبر اولاده وبه كان يُكَنى بأبي هالة، وذكره ابن الأثير وابن حجر في الصحابة.[13][14]
- الزبير بن أبي هالة صحابي ذكره ابن الأثير في أسد الغابة في معرفة الصحابة[15]، وابن حجر العسقلاني في الإصابة في تمييز الصحابة.[16]